# Mùa bão Đại Tây Dương 2018
Mùa bão Đại Tây Dương 2018 là một sự kiện mà theo đó, các xoáy thuận nhiệt đới/cận nhiệt đới hình thành ở Đại Tây Dương, phía Bắc xích đạo trong năm 2018. Hằng năm mùa bão chủ yếu diễn ra từ khoảng tháng 6 đến tháng 11, trong đó các xoáy thuận nhiệt đới tập trung nhiều nhất vào tháng 9 do môi trường rất thuận lợi như nhiệt độ nước biển nóng nhất trong năm, gió cắt yếu... Có rất ít xoáy thuận nhiệt đới hình thành trong khoảng thời gian từ tháng 12 đến tháng 5 tại đây do môi trường bất lợi để bão có thể phát triển.Mùa bão 2018 chính thức bắt đầu vào ngày 25 tháng 5 với một cơn bão cận nhiệt đới hình thành vào ngày 25 tháng 5 tên là Alberto, sớm hơn so với trung bình hàng năm một chút.Cơn bão tiếp theo, Beryl, trở thành cơn bão đầu tiên hình thành ở phía đông Đại Tây Dương trong tháng 7 kể từ Bertha năm 2008. Chris, mạnh lên thành bão vào ngày 10 tháng 7, trở thành cơn bão thứ hai đầu tiên trong một mùa từ năm 2005. Không có cơn bão hình thành ở Đại Tây Dương trong tháng Tám, đánh dấu mùa bão đầu tiên kể từ năm 2013, và mùa thứ tám trên hồ sơ, để làm như vậy. Vào ngày 5 tháng 9, Florence trở thành cơn bão lớn đầu tiên của mùa bão. Vào ngày 12 tháng 9, Joyce đã hình thành, năm 2018 là mùa bão đầu tiên kể từ năm 2008 với bốn cơn bão được đặt tên hoạt động cùng lúc(Florence, Helene, Isaac và Joyce). Vào ngày 9 tháng 10, Michael trở thành cơn bão lớn thứ hai của mùa bão, và một ngày sau đó, nó trở thành cơn bão dữ dội thứ ba đổ bộ vào nước Mĩ về chỉ số áp suất tối thiểu, sau cơn bão Ngày lao động năm 1935 và cơn bão Camille năm 1969 Với sự hình thành của Oscar vào ngày 27 tháng 10, mùa bão này là lần đầu tiên ghi nhận được 7 bão cận nhiệt đới (Alberto, Beryl, Debby, Ernesto, Joyce, Leslie và Oscar).

## Dự báo mùa bão
Trước và trong mùa, một số cơ quan khí tượng quốc gia và các cơ quan khoa học khác dự báo có bao nhiêu cơn bão, bão cuồng phong và bão cuồng phong lớn trong mùa bão hoặc có bao nhiêu cơn bão ảnh hưởng đến một số quốc gia cụ thể. Các cơ quan đó gồm Hiệp hội Rủi ro Bão nhiệt đới (TSR), Cơ quan Quản lý Khí quyển và Đại Dương (NOAA) và Đại học Tiểu bang Colorado (CSU)... Các cơ quan này dự báo bao gồm những thay đổi hàng tuần, hàng tháng và các yếu tố đáng kể giúp dự báo số lượng cơn bão. Một số dự báo này cũng đang xem xét những gì dã xảy ra mùa bão trước và một sự kiện mới là La Ninã đang diễn ra gần đây đã hình thành vào tháng 11 năm 2017. Trung bình từ năm 1981 đến năm 2010 hình thành 12 cơn bão, 6 bão cuồng phong và 3 trong số đó trở thành bão lớn(Bão cấp 3 trở lên trong Thang bão Saffir-Simpson) với chỉ số năng lượng tích lũy lừ 66 đến 103 đon vị.

#### Dự báo của các cơ quan khí tượng
Dự báo đầu tiên cho mùa bão năm 2018 được công bố vào ngày 7 tháng 12 năm 2017 bởi TSR, khi đó họ cho rằng có khoảng 15 cơn bão, 7 bão cuồng phong và 3 bão cuồng phong lớn.Cho đến ngày 5 tháng 3 năm 2018, CSU công bố dự báo đầu tiên của mình, tương tự như TSR trước đó, với 14 cơn bão, 7 bão cuồng phong và 3 bão lớn. Cũng cùng ngày, TSR công bố dự báo mới, cho rằng mùa bão kém triển vọng hơn so với dự báo ban đầu với 12 cơn bão, 6 bão cuồng phong và 2 bão lớn. Đến ngày 16 tháng 3 năm 2018, NCSU công bố dự báo của mình, cho rằng có 14-18 cơn bão, 7-11 bão cuồng phong và 3-5 trong số đó trở lên lớn hơn.Ba hôm sau, TWC cũng công bố dự báo của mình, cho rằng 13 cơn bão hình thành, 7 bão cuồng phong và 3 bão lớn. Ngày 24 tháng 5 năm 2018, NOAA công bố dự báo của mình một cách chung chung, cho rằng sẽ có 10-16 cơn bão, 5-9 bão cuồng phong và 1-4 trong số đó trở thành bão lớn. Ngày hôm sau, UKMO cũng công bố dự báo của mình, họ dự báo có 11 cơn bão sẽ hình thành, 6 bão cuồng phong nhưng không công bố số lượng bão trở thành bão lớn. Ngày 30 tháng 5 năm 2018, TSR công bố dự báo lần thứ ba của mình cho mùa, tiếp tục hạ triển vọng mùa bão xuống với 9 bão, 4 bão cuồng phong và 1 bão cuồng phong lớn.Ngay ngày hôm sau, CSU công bố dự báo lần 2 của mình, hạ triển vọng mùa bão xuống một chút với 14 bão, 6 bão cuồng phong và có 2 trở thành bão lớn.
Tóm lược dự báo mùa bão của một số trung tâm:
| Trung tâm dự báo | Ngày công bố | Bão nhiệt đới hoặc cận hiệt đới | Bão cuồng phong | Bão cuồng phong lớn | Tham khảo |
| ---------------- | ------------ | ------------------------------- | --------------- | ------------------- | --------- |
| TSR              | 7-12-2017    | 15                              | 7               | 3                   | [ 3 ]     |
| CSU              | 5-3-2018     | 14                              | 7               | 3                   | [ 4 ]     |
| TSR              | 5-3-2018     | 12                              | 6               | 2                   | [ 5 ]     |
| NCSU             | 16-3-2018    | 14-18                           | 7-11            | 3-5                 | [ 6 ]     |
| TWC              | 19-3-2018    | 13                              | 7               | 2                   |           |
| NOAA             | 24-5-2018    | 10-16                           | 5-9             | 1-4                 | [ 7 ]     |
| UKMO             | 25-5-2018    | 11                              | 6               |                     | [ 8 ]     |
| TSR              | 30-5-2018    | 9                               | 4               | 1                   | [ 9 ]     |
| CSU              | 31-5-2018    | 14                              | 6               | 2                   | [ 10 ]    |
| *Thực tế         | x            | 3                               | 2               | 0                   |           |

Lịch sử, kỉ lục mùa bão trước:
|                                | Bão nhiệt đới và cận nhiệt đới | Bão cuồng phong | Bão cuồng phong lớn |
| ------------------------------ | ------------------------------ | --------------- | ------------------- |
| Cao kỉ lục (1981-2010)         | 28                             | 15              | 7                   |
| Thấp kỉ lục (1981-2010)        | 4                              | 2               | 0                   |
| Trung bình (1981-2010)         | 12, 1                          | 6, 4            | 2, 7                |
| Thấp kỉ lục (Trước 1981)       | 1                              | 0               | 0                   |
| (*)Mùa bão 2018 (trên thực tế) | 3                              | 2               | 0                   |

## Tóm tắt mùa bão
Các hệ thống xoáy thuận nhiệt đới sẽ được tóm tắt tại đây. Xoáy thuận hình thành trước sẽ được xếp trên:
| Xoáy thuận | Sức gió mạnh nhất(1 phút-mph) | Khí áp trung tâm thấp nhất(hPa) | Cấp bão cao nhất (Hoa Kỳ) | Ngày hình thành | Ngày tan   | Số người chết | Thiệt hại vật chất (USD) | Vùng ảnh hưởng                                                                 |
| ---------- | ----------------------------- | ------------------------------- | ------------------------- | --------------- | ---------- | ------------- | ------------------------ | ------------------------------------------------------------------------------ |
| Alberto    | 65                            | 990                             | Bão cận nhiệt đới         | 25 tháng 5      | 31 tháng 5 | 12            | 125 triệu                | Bán đảo Yucatán Quần đảo Cayman Cuba Đông Nam Hoa Kỳ Trung Tây Hoa Kỳ Ontario  |
| Beryl      | 80                            | 994                             | Bão cấp 1                 | 5 tháng 7       | 8 tháng 7  | 0             | Không rõ                 | Tiểu Antilles Hispaniola Puerto Rico Đông Cuba Bahamas Bermuda Atlantic Canada |
| Chris      | 105                           | 970                             | Bão cấp 2                 | 6 tháng 7       | 12 tháng 7 | 1             | Không rõ                 | ---                                                                            |
| Debby      | 50                            | 1000                            | Bão nhiệt đới             |                 |            |               |                          |                                                                                |

Tổng hợp:Đã hình thành 3 xoáy thuận nhiệt đới/cận nhiệt đới trong mùa bão 2018, trong đó:
-Bão cận nhiệt đới/nhiệt đới (63 km/h -118 km/h): Số lượng đạt được:2
-Bão cấp 1(119 km/h - 153 km/h): Số lượng đạt được: 1
-Bão cấp 2 (154 km/h - 177 km/h): Số lượng đạt được: 0
-Bão lớn cấp 3 (178 km/h - 208 km/h): Số lượng đạt được: 0
-Bão lớn cấp 4 (209 km/h - 251 km/h): Số lượng đạt được: 0
-Bão lớn cấp 5*(>251 km/h): Số lượng đạt được: 0
(*)Cấp 5 là cấp cảnh báo cao nhất trong Thang bão Saffir-Simpson.
Chú ý:Sức gió của cơn bão theo cách tính của Hoa Kỳ là sức gió duy trì liên tục trong 1 phút.

## Danh sách tên bão
Một cơn bão nhiệt đới hình thành sẽ được đặt tên dựa theo danh sách nhất định. Dưới dây là danh sách tên bão được đề xuất trong năm 2018.Tên bão được in đậm là tên bão đã được sử dụng.
| Cột 1    | Cột 2   | Cột 3   |
| -------- | ------- | ------- |
| Alberto  | Helenle | Oscar   |
| Beryl    | Isaac   | Patty   |
| Chris    | Joyce   | Rafael  |
| Debby    | Kirl    | Sara    |
| Ernesto  | Leslie  | Tony    |
| Florence | Michael | Valerie |
| Gordon   | Nadine  | William |

## Danh sách các xoáy thuận

### Bão Alberto
Đầu ngày 21 tháng 5, Trung tâm Bão Quốc gia (NHC) đã xác định một khu vực có thể hình thành lốc xoáy ở biển Caribê phía tây. Sự thay đổi khí hậu có liên quan với một mức thấp thấp tương tác với một khu vực thấp của áp lực bề mặt yếu ngoài khơi bờ biển Belize. Mức thấp đã được cải thiện, nhưng bị cản trở bởi gió mạnh cắt và không khí khô. Dựa trên cấu trúc bão rộng lớn nhưng được tổ chức đầy đủ, NHC đã chỉ định hệ thống này là cơn bão cận nhiệt đới Alberto lúc 15:00 UTC vào ngày 25 tháng 5. Vào thời điểm đó, hệ thống chứa nhiều lưu thông cấp thấp và tương tác với kênh cấp cao hơn.
Vào ngày 26 tháng 5, trung tâm lưu thông được cải cách trong khu vực đối lưu chính ở Vịnh Mexico, phía đông bắc của lưu thông yếu trước đó ở vùng biển Caribê. Một dải bão lớn tiếp tục tồn tại ở phía đông của cơn bão, kéo dài từ Florida đến Cuba. Vào ngày 28 tháng 5, NHC quan sát gió duy trì tối đa 65 mph (100 km/h), nhưng trung tâm vẫn kéo dài. Đầu ngày 28 tháng 5, Alberto đạt cường độ đỉnh cao của nó với sức gió duy trì tối đa 65 mph (100 km/h). Bởi vì sự xâm nhập của không khí khô, cơn bão không phải là một cơn bão nhiệt đới thuần khiết.Bão suy yếu trước khi đổ bộ gần Bãi biển Laguna, Bang Florida, lúc 21:00 UTC với sức gió 45 mph (75 km/h) .Khi bão bắt đầu tiến sâu vào đất liền thì bão đã suy yếu thành áp thấp, nhưng khi nó tiến sâu hơn vào phía Đông Nước Mỹ thì nó giữ được cường độ này trong thời gian tương đối lâu và vẫn tiếp tục sản xuất mưa lớn nên một khu vực rộng lớn của Mỹ bị chịu tác động của nó, chủ yếu ở Đông Nam và Trung Tây Hoa Kỳ.

Hình ảnh vệ tinh 3D cơn bão Alberto(xu hướng nhiều giờ) lúc bão đại cực đại và chuẩn bị đi vào đất liền phía Nam Hoa Kỳ với cường độ yếu dần. Mây bão lúc này đã chờm vào Hoa Kỳ.

Tổng cộng có 12 người chết do bão, chủ yếu là do mưa lớn và gió mạnh.Thiệt hại không đáng kể, chỉ khoảng 50.000 USD.
Có 3 bang của nước Mỹ ban bố tình trạng khẩn cấp do bão gồm Florida, Alabama, Mississippi.
Sau khi đi vào đất liền suy yếu thành áp thấp cận nhiệt thì khoảng 24 giờ sau nó đã chuyển thành xoáy thuận nhiệt đới(căn cứ vào dữ liệu đường đi của bão)

### Bão Beryl
Cuối ngày 3 tháng 7, NHC bắt đầu theo dõi một làn sóng nhiệt đới mạnh mẽ trên vùng nhiệt đới phía tây Đại Tây Dương để phát triển cơn bão nhiệt đới. Làn sóng nhanh chóng được tổ chức khi nó di chuyển về phía tây, và lúc 15:00 UTC ngày 5 tháng 7, nó tổ chức thành một áp thấp nhiệt đới trong khi trên vùng nhiệt đới trung tâm Đại Tây Dương. Điều kiện môi trường thuận lợi cho phép hệ thống nhỏ bé tổ chức, trở thành Bão nhiệt đới Beryl vào 18:30 UTC. và tiếp tục tăng cường cơn bão loại 1 vào 06:00 UTC vào ngày 6 tháng 7 khi một con mắt pinhole trở nên rõ ràng. Sau khi chỉ định là một cơn bão, nó đã trở thành thứ hai sớm nhất được ghi nhận trong Khu vực phát triển chính (<20 ° N, 60-20 ° W), chỉ đứng sau cơn bão "hai" năm 1933. Cường độ này ngắn ngủi, khi dòng chảy cấp thấp tăng tốc truyền tải trên cơn bão và làm cho nó suy yếu trở lại sức mạnh bão nhiệt đới vào lúc 15:00 UTC vào ngày 7 tháng 7. Một chiếc máy bay trinh sát không quân đã điều tra hệ thống vào sáng sớm hôm sau, tìm một máng mở sắc nhọn; Beryl bị ngưng hoạt động như một cơn bão nhiệt đới lúc 21:00 UTC vào ngày 8 tháng 7 cho phù hợp.
Các tàn dư được theo dõi trong vài ngày, mặc dù ít tổ chức xảy ra trong phần lớn thời gian đó. Tuy nhiên, điều kiện dần dần trở nên thuận lợi hơn cho việc tái phát triển, và vào ngày 14 tháng 7 lúc 17:00 UTC, Beryl tái sinh thành một cơn bão cận nhiệt đới gần Bermuda. Cơn bão trẻ hóa sớm bắt đầu mất đi sự đối lưu, vì không khí khô thâm nhập vào hệ thống. Vào lúc 03:00 UTC ngày 16 tháng 7, Beryl lại thoái hóa thành một tàn dư thấp một lần nữa, sau khi thiếu sự đối lưu có tổ chức trong hơn mười hai giờ.

### Bão Chris
Cuối ngày 2 tháng 7, NHC bắt đầu theo dõi tiềm năng cho một khu vực có áp suất thấp để hình thành gần Bermuda trong một lưu thông áp suất thấp. Một thấp phi nhiệt đới hình thành một vài trăm dặm về phía nam của Bermuda vào ngày 3. Hoạt động của vòi hoa sen và giông bão dần dần được xác định rõ hơn khi mức thấp di chuyển về phía tây bắc vào dòng Gulf Stream. Lúc 21:00 UTC vào ngày 6 tháng 7, tổ chức thấp được tổ chức thành áp thấp nhiệt đới, trong khi nằm ngoài khơi bờ biển Bắc Carolina. Vào lúc 09:00 UTC vào ngày 8 tháng 7,ATNĐ 03E đã được nâng cấp thành bão nhiệt đới Chris. Mặc dù nó được dự báo sẽ tăng cường vào một cơn bão vào ngày hôm sau, sự xâm nhập không khí khô và nổi lên gây ra bởi cơn bão dẫn đến tăng cường ít trong suốt cả ngày. Tuy nhiên, Chris đã có thể trộn không khí khô ra khỏi lưu thông của nó khi nó tăng tốc về phía đông bắc vào vùng nước ấm hơn vào ngày hôm sau. Với một con mắt được xác định rõ ràng và sự xuất hiện ấn tượng trên hình ảnh vệ tinh, cuối cùng Chris đã tăng cường một cơn bão vào lúc 21:00 UTC vào ngày 10 tháng 7. Lúc 03:00 UTC sáng hôm sau, Chris nhanh chóng tăng cường tình trạng loại 2, như một vòng đối lưu trong lõi của nó chuyển thành một eyewall đầy đủ. Tuy nhiên, mắt của cơn bão sau đó trở nên rách rưới và không xác định được, dẫn đến việc nó làm suy yếu cường độ loại 1 vào lúc 21:00 UTC. Khi cơn bão tiếp tục băng qua dòng hải lưu Gulf Stream, Chris tiếp tục suy yếu dưới cường độ bão lúc 09:00 UTC sáng hôm sau. Bởi thời gian này, Chris đã bắt đầu trải qua quá trình chuyển đổi thành một xóay thuận ngoại nhiệt đới, và với khu vực gió mở rộng, Chris chuyển sang một xoáy thuận ngoại nhiệt đới khi nó sáp nhập với một hệ thống trước mát lạnh khoảng sáu giờ sau đó.

### Bão Debby
Vào ngày 4 tháng 8, NHC bắt đầu theo dõi một vùng không nhiệt đới thấp phía bắc Đại Tây Dương để phát triển nhiệt đới hoặc cận nhiệt đới. Ban đầu, đối lưu vẫn còn rất hạn chế, với hệ thống bao gồm chủ yếu là một vòng xoáy đối lưu tương tác với mức thấp trên. Tuy nhiên, khi hệ thống chuyển sang môi trường thuận lợi hơn, dần dần nó bắt đầu có được những đặc điểm cận nhiệt đới. Vào lúc 15:00 UTC ngày 7 tháng 8, mức thấp đã phát triển đủ sự đối lưu có tổ chức để được phân loại là cơn bão cận nhiệt đới. Cơn bão đã từ từ đạt được các đặc điểm nhiệt đới khi nó di chuyển về phía bắc, và 09:00 UTC vào ngày 8 tháng 8, Debby trở nên hoàn toàn nhiệt đới, với những cơn gió bền vững tăng lên 45 dặm một giờ (75 km/h). Mặc dù nhiệt độ biển cận biên, Debby tiếp tục tăng cường, đạt đỉnh với những cơn gió kéo dài tối đa 50 dặm một giờ (85 km/h). Sau đó, Debby bắt đầu yếu đi khi nó bắt đầu mất đi những đặc điểm nhiệt đới. Lúc 21:00 UTC ngày 9 tháng 8, Debby thoái hóa thành một cơn bão hậu nhiệt đới, khi nó tăng tốc về phía đông bắc trước một máng sóng ngắn.

### Bão Florence
Cơn bão này đã đổ bộ vào vùng Đông Nam Hoa Kỳ.

### Bão Leslie
Đây là một cơn bão có quỹ đạo vòng véo khó hiểu, đường đi rối rắm, rất khó dự báo.

## Tổng quan
| Thời gian                      | Thời gian            | Thời gian             | Tóm tắt sự kiện | Chú thích     |
| ------------------------------ | -------------------- | --------------------- | --- | ------------- |
| Giờ                            | Ngày (tính theo UTC) | Tháng (tính theo UTC) | Tóm tắt sự kiện | Chú thích     |
| 15h UTC (10h AM CDT)           | 25                   | 5                     | Bão cận nhiệt đới Alberto ở vị trí 19, 7 độ vĩ Bắc;86, 8 độ kinh Tây đạt gió đỉnh cao của 65 mph (100 km/h) khoảng 190 dặm (305 km) về phía tây của Tampa, Florida                                                    | [ 26 ]        |
| 0h UTC (7h PM CDT 27 tháng 5)  | 28                   | 5                     | Bão cận nhiệt đới Alberto ở vị trí 28, 3 độ vĩ Bắc;85, 6 độ kinh Đông đạt gió đỉnh cao với sứcc gió 65 mph (100 km/h) cách khoảng 190 dặm (305 km) về phía tây của Tampa, Florida.                                    | [ 27 ]        |
| 06h UTC (1h AM CDT)            | 28                   | 5                     | Bão cận nhiệt đới Alberto ở vị trí 28, 6 độ vĩ Bắc;86, 1 dộ kinh Tây đạt một áp suất không khí tối thiểu là 990 mbar (hPa; 29.23 inHg) cách khoảng 115 dặm (185 km) về phía nam-tây nam của thành phố Panama, Florida | [ 28 ]        |
| 3h UTC(10h CDT 28 tháng 5)     | 29                   | 5                     | Bão nhiệt đới Alberto ở vị trí 31, 4 độ vĩ Bắc;86, 2 độ kinh Tây suy yếu thành áp thấp cận nhiệt đới trên đất, nằm khoảng 50 dặm (80 km) về phía tây-tây bắc của Dothan, Alabama.                                     | [ 29 ]        |
| 3h UTC(10h PM CDT 29 tháng 5)  | 30                   | 5                     | Áp thấp cận nhiệt đới Alberto ở vị trí 36, 3 độ vĩ Bắc;87, 5 độ kinh Tây chuyển tiếp thành một áp thấp nhiệt đới trên đất, khoảng 45 dặm (75 km) về phía tây-tây bắc của Nashville, Tennessee                         | [ 30 ]        |
| 9h UTC(5h EDT)                 | 31                   | 5                     | Áp thấp nhiệt đới Alberto suy yếu xuống còn mức thấp còn sót lại cách khoảng 30 km về phía Alpena, Michigan. | [ 31 ]        |
| 15h UTC(11h AM AST)            | 5                    | 7                     | Áp thấp nhiệt đới thứ hai của mùa ở vị trí 10, 2 độ vĩ Bắc;41, 4 độ kinh Tây hình thành từ một khu vực áp suất thấp cách khoảng 2230 km(1385 dặm) về phía đông đông nam của Tiểu Antilles.                            | [ 20 ] [ 23 ] |
| 18h30' UTC(2h30'AST)           | 5                    | 7                     | Áp thấp nhiệt đới thứ hai của mùa ở vị trí 10,3 độ vĩ Bắc;42,3 độ kinh Tây mạnh lên thành bão nhiệt đới với tên quốc tế là Beryl;cách khoảng 1330 dặm(2140 km) về phía đông đông nam của Tiểu Antilies.               | [ 20 ] [ 23 ] |
| 9h UTC(5h AM AST)              | 6                    | 7                     | Bão nhiệt đới Beryl ở vị trí 10,6 độ Bắc;45,1 độ kinh Tây mạnh lên thành bão cấp 1;cách khoảng 1140 dặm(1830 km) về phía đông đông nam của Tiểu Antilies.                                                             | [ 20 ] [ 23 ] |
| 15h UTC(11h AM AST)            | 6                    | 7                     | Bão Beryl ở vị trí 10,7 độ vĩ Bắc;46,5 độ kinh Tây đạt cường độ đỉnh với sức gió 80 dặm/h(130 km/h) và áp suất 994 mb;cách 1045 dặm(1685 km) về phía đông đông nam của Tiểu Antilies.                                 | [ 20 ] [ 23 ] |
| 21h UTC (5h PM EDT)            | 6                    | 7                     | Áp thấp nhiệt đới thứ ba của mùa ở vị trí 32,7 độ Bắc;73,8 độ kinh Tây hình thành;cách khoảng 230 dặm (370 km) về phía Nam Đông Nam của Cape Hatteras,Bắc Carolina.                                                   | [ 20 ] [ 23 ] |
| 15h UTC (11h AST)              | 7                    | 7                     | Bão Beryl ở vị trí 12,1 độ vĩ Bắc;51,1 độ kinh Tây suy yếu thành bão nhiệt đới;cách khoảng 720 dặm (1160 km) về phía Dông Đông Nam của Tiểu Antilies.                                                                 | [ 20 ] [ 23 ] |
| 9h UTC (5h AM EDT)             | 8                    | 7                     | Áp thấp nhiệt đới thứ ba của mùa ở vị trí 33 độ vĩ Bắc;75,5 độ kinh Tây mạnh lên thành bão nhiệt đới với tên quốc tế là Chris;cách khoảng 150 dặm (245 km) về phía Nam của Cape Hatteras,Bắc Carolina.                | [ 20 ] [ 23 ] |
| 21h UTC (5h PM AST)            | 8                    | 7                     | Bão Beryl ở vị trí 15,2 độ vĩ Bắc;60,3 độ kinh Tây suy yếu thành mức thấp;tàn dư sau nó cách khoảng 60 dặm (90 km) về phía Đông Đông Nam của Martinique.                                                              | [ 20 ] [ 23 ] |
| 21h UTC (5h PM EDT)            | 10                   | 7                     | Bão Chris ở vị trí 33,7 độ vĩ Bắc;72,4 độ kinh Tây mạnh lên thành bão cấp 1;cách khoảng 205 dặm (330 km)về phía Đông Đông Nam của Cape Hatteras;Bắc Carolina.                                                         | [ 20 ] [ 23 ] |
| 3h UTC (11h PM EDT 10 tháng 7) | 11                   | 7                     | Bão Chris ở vị trí 34,2 độ vĩ Bắc;71,4 độ kinh Tây mạnh lên thành bão cấp 2;cách khoảng 245 dặm (390 km) về phía Đông Đông Nam của Cape Hatteras;Bắc Carolina.Thời điểm này bão cũng tới cường độ đỉnh                | [ 20 ] [ 23 ] |
| 21h UTC (5h PM AST)            | 11                   | 7                     | Bão Chris ở vị trí 37,8 độ vĩ Bắc;65,7 độ kinh Tây suy yếu thành bão cấp 1;cách khoảng 570 dặm (920 km) về phía Đông Đông Bắc của Cape Hatteras;Bắc Carolina.                                                         | [ 20 ] [ 23 ] |
| 9h UTC (5h AM AST)             | 12                   | 7                     | Bão Chris ở vị trí 42,1 độ vĩ Bắc;60,1 độ kinh Tây suy yếu thành bão nhiệt đới;cách khoảng 245 dặm (395 km) về phía Đông Nam của Halifax Nova Scotia.                                                                 | [ 20 ] [ 23 ] |
| 15h UTC(11h AM AST)            | 12                   | 7                     | Bão Chris ở vị trí 44,4 độ Bắc;57,7 độ kinh Tây chuyển đổi thành xoáy thuận ngoại nhiệt đới;cách khoảng 290 dặm (470 km) về phía Đông của Halifax Nova Scotia.                                                        | [ 20 ] [ 23 ] |
| 17h UTC(1h PM AST)             | 14                   | 7                     | Tàn dư sau bão Beryl ở vị trí 36,4 độ vĩ Bắc;65,7 độ kinh Tây tái sinh lại thành bão cận nhiệt đới;cách khoảng 290 dặm (465 km) về phía Bắc của Bermuna.                                                              | [ 20 ] [ 23 ] |
| 3h UTC (11h PM AST 15 tháng 7) | 16                   | 7                     | Bão Beryl ở vị trí 38,6 độ vĩ Bắc;62,4 độ kinh Tây suy thoái thành mức thấp;cách khoảng 455 dặm(735 km) về phía Bắc Đông Bắc của Bermuna.                                                                             | [ 20 ] [ 23 ] |